# Транснаціональна історія
Транснаціональна (або глобальна, «світова») історія  — досліджує історію у глобальній перспективі. Це не порівняльна історія, яка, як і транснаціональна історія, має справу з історією багатьох культур та народів, але не глобальною. Не тотожна дипломатичній чи міжнародній історії.
Транснаціональна історія шукає схожі патерни, які виникають у всіх культурах. Історики цього напряму використовують тематичний підхід із двома основними критеріями:
інтеграція як транснаціональні процеси (історія) змушували людей об'єднуватись та
відмінності (як патерни історії розкривають різноманіття досвідів людей про всій планеті.

## Виникнення галузі
Появу транснаціональної історії як окремої галузі історіографії можна простежити з 1980-х рр.,. Її передвісником було створення Світової асоціації історії та програм випускників у декількох університетах. Наступні десятиліття наукові публікації, професійні та наукові організації, а також дипломні програми сприяли широкому поширенню транснаціональної історії. Транснаціональна історія часто зміщуються Західною цивілізацією у обов'язковій навчальній програмі американських шкіл та університетів, а також підтримується виходом нових підручників з історичних підходів.

### Організації
- Ресурс H-World[2] служить мережею комунікації між практиками світової історії, з дискусіями між науковцями, оголошеннями, навчальними планами, бібліографіями та рецензіями на книги.
- Міжнародна спільнота порівняльного вивчення цивілізацій (ISCSC) підходить до світової історії з позиції порівняння цивілізацій. Заснована на конференції у 1961 році у Зальцбурзі, Австрія, відвіданою Отмаром Андерле, Питиримом Сорокіним, та Арнольдом Джозефом Тойнбі, це міжнародне об'єднання науковців, що публікує журнал «Порівняльний огляд цивілізацій» (Comparative Civilization Review) та проводить щорічні зустрічі у містах по всьому світу.
- «Журнал світової історії» (Journal of World History) публікується щоквартально Світовою асоціацією історії починаючи з 1990 року.[3]
- Світова асоціація історії (WHA) — заснована у 1980-х, була переважно американською.[4]

## Історія

### Премодерн
Вивчення світової історії, як окремої від національної історії, існувало у багатьох культурах планети. Однак, ранні форми світової історії не були суто глобальними, а обмеженими до лише тих регіонів, які були знані істориками.
У Стародавньому Китаї, китайська світова історія Китаю та оточуючих його народів Східної Азії базувалась на династичному циклі, озвученому Сима Цянем близько 100 років до н. е. Його модель базувалась на Небесному мандаті. Правителі прославились, коли об'єднали Китай, але їх скинули, коли правляча династія стала корумпованою. Кожна нова династія починається як доброчесна і сильна, але потім розпадається, провокуючи перехід Небесного мандату до нового правителя. Випробування чеснот нової династії відбувається під час покори Китаю та сусіднім варварам. Протягом 2000 років модель Сима Цяня до сих пір домінує в науці, хоча династичний цикл більше не використовується для тлумачення сучасної китайської історії.
У Стародавній Греції, Геродот (5-те століття до н. е.), як засновник грецької історіографії, представляє проникливі та жваві дискусії мита, географії та історії народів Середземномор'я, зокрема єгиптян. Проте, його відомий конкурент Фукідід відразу ж відкинув Геродотовий всеосяжний підхід до історії, пропонуючи замість того більш точну, різко сфокусовану монографію, що мала справу не з великими імперіями протягом століть, але з 27-річною війною між Афінами і Спартою. У Римі величезна патріотична історія, написана Лівієм (59 р. до н. е.- 17 р. н. е.), уточнювала всеосяжність Геродота; Полібій (близько 201 до н. е. — близько 120 до н. е.) прагнув об'єднати логічну строгість Фукідіда з розмахом Геродота.
У Центральній Азії «Таємна історія монголів» вважається єдиною значною монгольською працею про Чингисхана. Вона розглядається як частина класичної літератури як в Монголії, так і в решті світу.
На Середньому Сході Ала-Ад-Дін Ата Мелік Джувейні (1226—1283 рр.) був перським істориком, який написав працю про Монгольську імперію, названу «Історія світового завойовника». Англійський переклад Джона Ендрю Бойла «Історія світо-завойовника» був опублікований у 1997 році.
Рашид-ад-Дін Фазлуллах (1247—1318 рр.) був перським лікарем єврейського походження, ерудованим письменником та істориком, який написав величезну ісламську історію «Джамі аль-Таваре» перською мовою, що часто вважається знаковою в міжкультурній історіографії і є ключовим документом про Ільханідів (13-е і 14-е століття). Його енциклопедичні знання широкого спектра культур від Монголії до Китаю в степах Центральної Євразії до  Персії, арабських країн і Європи, забезпечили найбільш прямий доступ до інформації про кінець монгольської епохи. Його описи також підкреслюють манеру, в якій Монгольська імперія та її акцент на торгівлі привели до створення атмосфери культурного, інтелектуального і релігійного обміну, в результаті чого і передавались безліч ідей зі Сходу на Захід і навпаки.
Арабський вчений Ібн Хальдун (1332—1409 рр.) порвав з традиціоналізмом і запропонував модель історичних змін в «Мукаддімі», що була викладом методології наукової історії. Ібн Хальдун фокусувався на причинах злетів і падіння цивілізацій, стверджуючи, що причини змін слід шукати в економічній і соціальній структурі суспільства. Його робота в значній мірі ігнорувалася в мусульманському світі. У всіх інших випадках мусульманські, китайські та індійські інтелектуали міцно трималися релігійного традиціоналізму, що зробило їх неготовими консультувати національних лідерів про те, як протистояти європейському вторгненню в Азію після 1500 року.

### Ранній модерн
В епоху Відродження у Європі історія писалась про країни або нації. Вивчення історії змінилося в епоху Просвітництва і Романтизму. Вольтер описав історію кількох століть, що він вважав важливішим, ніж перелік подій в хронологічному порядку. Історія стала самостійною дисципліною. Вона більше не називалась Philosophia Historiae, а просто історія (Historia).
Джамбатіста Віко (1668—1744 рр.) в Італії написав Scienza Nuova Seconda («Нова наука») в 1725 році, де описував історію як вираз людської волі і вчинків. Він вважав, що люди є історичними особами і що людська природа змінюється з плином часу. Кожна епоха має розглядатися як ціле, в якому всі аспекти культури — мистецтво, релігія, філософія, політика та економіка взаємопов'язані (ця думка була розвинута пізніше Освальдом Шпенглером). Віко показав, що міфи, поезія і мистецтво є точками входу для виявлення істинного духу культури. Він виклав концепцію історичного розвитку, в якому великі культури, такі як Рим, проходять цикли росту і занепаду. Його ідеї вийшли з моди в епоху Просвітництва, але вплинули на істориків-романтиків після 1800 року.
Основний теоретичний фундамент для світової історії було закладено німецьким філософом Гегелем, який бачив сучасну йому прусську державу, як найостаннішу (хоча це часто плутають з найвищою) віху світового розвитку.

### Сучасність
Світова історія стала популярним напрямом в 20-ому столітті поряд із загальною історією.
У 1920-ті роки, кілька бестселерів мали справу з світовою історією, включаючи «Історію Людства» (1921 року) Хендріка Віллема ван Луна і «Начерки історії» (1918 рік) Герберт Уеллс.
Впливові письменники, які досягли широкої аудиторії включають Уеллса, Шпенглера, Тойнбі, Питирима Сорокіна, Керролла Квіглі, Крістофера Доусона, і Льюїса Мамфорда. Вчені, що працювали в цій галузі: Ерік Вогелін, Уіліям Макніл та Майкл Манн.
«Присмерк Європи» Освальда Шпенглера (1919—1922 рр.) порівнює дев'ять органічних культур: єгипетську, індійську, китайську, класичну, візантійську, ацтеків, арабську, майя і західну. Його книга мала великий успіх серед інтелектуалів в усьому світі, особливо завдяки передбаченню розпаду європейської та американської цивілізацій після насильницького «віку цезаризму». Він поглибив песимізм після Другої світової війни в Європі і був тепло зустрінутий науковцями в Китаї, Індії і Латинській Америці, які сподівалися, що його передбачення про крах європейських імперій скоро збудеться.

У 1936—1954 роках, десятитомник Тойнбі «Вивчення історії» вийшов у трьох окремих виданнях. Він пішов за Шпенглером у використанні порівняльного підходу до незалежних цивілізацій. Тойнбі говорив, що вони відображають разючі паралелі у своєму зародженні, зростанні та розпаді. Він відкинув біологічну модель Шпенглера цивілізацій як організмів з типовою тривалістю життя 1000 років. Як Сима Цянь, Тойнбі пояснив занепад їхнім моральним падінням. Багато читачів раділи тезі, що тільки повернення до тієї або іншої форми католицизму може зупинити розпад західної цивілізації, що почався з Реформацією. Томи 7-10, опубліковані в 1954 році, вже не містили в собі релігійне послання, і його популярна аудиторія зникла, в той час як вчені вказували на помилки Тойнбі у дослідженні.

Макніл написав «Піднесення Заходу» (1963 року), щоб показати Тойнбі як окремі цивілізації Євразії взаємодіяли з самого початку своєї історії, запозичуючи навички одна від одної і, таким чином прискорюючи ще подальші зміни між традиційним старим і запозиченими новими знаннями і практикою. Макніл вдався до широкого підходу, зосередженого навколо взаємодії народів всієї Землі. Такі взаємодії стали одночасно більш численними і більш постійними та суттєвими останнім часом. До приблизно 1500 року мережа зв'язків між культурами існувала лише в Євразії. Можливості для цих областей взаємодіяти між собою відрізняються від одного світу до іншого і включають в себе світ-систему і ойкумени. Незалежно від назви, важливість цих міжкультурних контактів почала помічатися багатьма вченими.

## Історична освіта

### США
У навчальних планах коледжів Сполучених Штатів світова історія стала популярною заміною курсів із західної цивілізації починаючи в 1970-х років. Професори Патрік Меннінг, раніше Північно-Східного університету і в даний час Університету центру світової історії у Піттсбургу; і Росс Е. Данн в Сан-Дієго є лідерами в просуванні інноваційних методів навчання.

У школах архітектури в США, Національна акредитуюча архітектурна рада тепер вимагає, щоб у школах вивчали історію, яка включає в себе не лише Захід, а й глобальну перспективу. Це відображає десятирічні зусилля руху проти євроцентриського підходу, який домінував у галузі.

## Нещодавні теми
В останні роки взаємозв'язки між африканською і світовою історією швидко перейшли від антипатії до взаємодії та синтезу. Рейнольдс (2007 рік) дослідив взаємозв'язок між африканською і світовою історією з акцентом на напруженість між парадигмою локальних досліджень і зростаючим зв'язком та обміном через регіональні межі у світовій історії. Більш уважне вивчення останніх обмінів та дискусії з приводу переваг цього підходу також включені в дослідження. Рейнольдс бачить зв'язок між африканською і світовою історією як міру мінливого характеру історичного дослідження протягом минулого століття.

## Марксистська теорія історії
Марксистська теорія історичного матеріалізму стверджує, що історія світу в основному визначається матеріальними умовами в будь-який момент часу — іншими словами це відносини, які люди мають одні з одними для того, щоб задовольнити свої основні потреби, такі як їжа, одяг і житло самих себе і членів їх сімей. В цілому, Маркс і Енгельс стверджували, що визначили п'ять послідовних стадій розвитку цих матеріальних умов у Західній Європі.
Теорія ділить історію світу на наступні періоди: примітивний комунізм, рабовласницьке суспільство, феодалізм, капіталізм і соціалізм. Маркс стверджував, що всі ці етапи були необхідні і неминучі.
Рена Дарнелл і Фредерік Гліч стверджують, що в Радянському Союзі марксистська теорія історії була єдиною прийнятною і придушила дослідження інших шкіл. 

## Історики напряму
- Christopher Bayly, The Birth of the Modern World: Global Connections and Comparisons, 1780—1914 (London, 2004)
- Jerry Bentley, (1949—2012) Founder and editor of the Journal of World History
- Philip D. Curtin (1922—2009), The World and the West: The European Challenge and the Overseas Response in the Age of Empire. (2000) 308 pp. ISBN 978-0-521-77135-1. online review
- Christopher Dawson (1889—1970) Religion and the Rise of Western Culture (1950) excerpt and text search
- Will Durant (1885—1981) and Ariel Durant (1898—1981); Story of Civilization(1935—1975).
- Francis Fukuyama (1952–) The End of History and the Last Man (1992)[30]
- Peter Haugen, professor of the University of Wisconsin; writer of World History for Dummies
- Georg Wilhelm Friedrich Hegel (1770—1830), philosopher of world history[31]
- Patrick Manning, Navigating World History: Historians Create a Global Past (2003)[32]
- William Hardy McNeill (born 1917);[33] see especially The Rise of the West: A History of the Human Community (1963)
- Robert McNeill and William H. McNeill. The Human Web: A Bird's-Eye View of World History (2003) excerpt and text search
- Jürgen Osterhammel, The Transformation of the World: A Global History of the Nineteenth Century (2014) excerpt
- Carroll Quigley (1910—1977), The Evolution of Civilizations (1961), Tragedy and Hope: A History of the World in Our Time (1966), Weapons Systems and Political Stability: A History (1983)
- Pitirim Sorokin (1889—1968), Russian-American macrosociology; Social and Cultural Dynamics (4 vol., 1937–41)[34]
- Oswald Spengler (1880—1936), German; Decline of the West (1918–22) vol 1 online; vol 2 online; excerpt and text search, abridged edition
- Peter Stearns, (1936-) USA; World History in Brief: Major Patterns of Change and Continuity, 7th ed. (2009); Encyclopedia of World History, 6th ed. (200pp)
- Luc-Normand Tellier, Canadian; Urban World History, PUQ, (2009), 650 pages; online edition
- Arnold J. Toynbee, British; A Study of History (1934–61);[35] see especially A Study of History.
- Eric Voegelin (1901—1985) Order and History (1956–85)[36]
- Immanuel Wallerstein, world systems; leftist but not Marxist
- Ірина Колесник[37], українська історикиня, докторка історичних наук (Глобальна історія. Історія понять. К., 2019)

### Дослідження світової історії
- Bayly, Christopher Alan. The birth of the modern world, 1780—1914: global connections and comparisons (Blackwell, 2004)
- Bullet, Richard et al., The Earth and Its Peoples 6th ed. 2 vol, 2014), university textbook
- Duiker, William J. Duiker and Jackson J. Spielvogel. World History (2 vol 2006), university textbook
- Gombrich, Ernst. A Little History of the World (1936 & 1995)
- Grenville, J.A.S. A History of the World: From the 20th to the 21st Century (2005)
- McKay, John P. and Bennett D. Hill. A History of World Societies (2 vol. 2011), university textbook
- McNeill, William H. A World History (1998), University textbook
- McNeill, William H., Jerry H. Bentley, and David Christian, eds. Berkshire Encyclopedia Of World History (5 vol 2005)
- Osterhammel, Jürgen. The Transformation of the World: A Global History of the Nineteenth Century (Princeton University Press, 2014), 1167pp
- Paine, Lincoln. The sea and civilization: a maritime history of the world (Knopf, 2013). Pp. xxxv+ 744. 72 illustrations, 17 maps. excerpt
- Roberts, J. M. and O. A. Westad. The History of the World (2013)
- Rosenberg, Emily, et al. eds. A World Connecting: 1870—1945 (2012)
- Stearns, Peter N. ed. Oxford Encyclopedia of the Modern World: 1750 to the Present (8 vol. 2008)
- Stearns, Peter N. The Industrial Revolution in World History (1998) online edition
- Szulc, Tad. Then and Now: How the World Has Changed since W.W. II. (1990). 515 p. ISBN 0-688-07558-4; Popular history
- Tignor, Robert, et al. Worlds Together, Worlds Apart: A History of the World (4th ed, 2 vol. 2013), University textbook
- Watt, D. C., Frank Spencer, Neville Brown. A History of the World in the Twentieth Century (1967)

### Atlases
- Barraclough, Geoffrey, ed. The Times Atlas of World History (1979).
- Heywood, John. Atlas of World History (1997).
- Kinder, Gary. The Anchor Atlas of World History (2 vol. 1974).
- O'Brian, Patrick. Atlas of World History (2010). excerpt
- Santon, Kate, and Liz McKay, eds. Atlas of World History (2005).

### Historiography
- Adas, Michael. Essays on Twentieth-Century History (2010); historiographic essays on world history conceptualizing the «long» 20th century, from the 1870s to the early 2000s.
- Bentley, Jerry H., ed. The Oxford Handbook of World History (Oxford University Press, 2011)
- Bentley, Jerry H. Shapes of World History in Twentieth Century Scholarship. Essays on Global and Comparative History Series. (1996)
- Costello, Paul. World Historians and Their Goals: Twentieth-Century Answers to Modernism (1993).
- Curtin, Philip D. "Depth, Span, and Relevance, " The American Historical Review, Vol. 89, No. 1 (Feb., 1984), pp. 1–9 in JSTOR
- Dunn, Ross E., ed. The New World History: A Teacher's Companion. (2000). 607pp. ISBN 978-0-312-18327-1 online review
- Frye, Northrop. «Spengler Revisited» in Northrop Frye on modern culture (2003), pp 297–382, first published 1974; online
- Hare, J. Laurence, and Jack Wells. "Promising the World: Surveys, Curricula, and the Challenge of Global History, " History Teacher, 48 (Feb. 2015) pp: 371-88.
- Hughes-Warrington, Marnie. Palgrave Advances in World Histories (2005), 256pp, articles by scholars
- Lang, Michael. "Globalization and Global History in Toynbee, " Journal of World History 22#4 Dec. 2011 pp. 747–783 in project MUSE
- McInnes, Neil. «The Great Doomsayer: Oswald Spengler Reconsidered.» National Interest 1997 (48): 65–76. ISSN 0884-9382 Fulltext: Ebsco
- McNeill, William H. «The Changing Shape of World History.» History and Theory 1995 34(2): 8–26. ISSN 0018-2656 in JSTOR
- Manning, Patrick. Navigating World History: Historians Create a Global Past (2003), an important guide to the entire field excerpt and text search; online review
- Mazlish, Bruce. "Comparing Global History to World History, " Journal of Interdisciplinary History, Vol. 28, No. 3 (Winter, 1998), pp. 385–395 in JSTOR
- National Center for History in the Schools at UCLA. World History: The Big Eras, A Compact History of Humankind (2009), 96pp
- Neiberg, Michael S. Warfare in World History (2001) online edition
- O'Brien, Patrick K., ed. Atlas of World History. (2002)
- Patel, Klaus Kiran: Transnational History, European History Online, Mainz: Institute of European History(2011) retrieved: November 11, 2011.
- Richards, Michael D. Revolutions in World History (2003) online edition
- Roupp, Heidi, ed. Teaching World History: A Resource Book. (1997), 274pp; online edition
- Sachsenmaier, Dominic, «Global Perspectives on Global History» (2011), Cambridge UP
- Smil, Vaclav. Energy in World History (1994) online edition
- Tellier, Luc-Normand. Urban World History (2009), PUQ, 650 pages; online edition
- Zhukov, E. M., et al. «Theoretical Problems of the World Historical Process.» (1979).
- Watts, Sheldon. Disease and Medicine in World History (2003) online edition
- Daniel Woolf, A Concise History of History: Global Historiography from Antiquity to the Present. Cambridge: Cambridge University Press, 2019. Pp. 342.